# Port lotniczy Ayers Rock
Port lotniczy Ayers Rock (IATA: AYQ, ICAO: YAYE) – regionalny port lotniczy położony około 463 km na południowy zachód od Alice Springs, w stanie Terytorium Północne, w Australii.